# Ночь

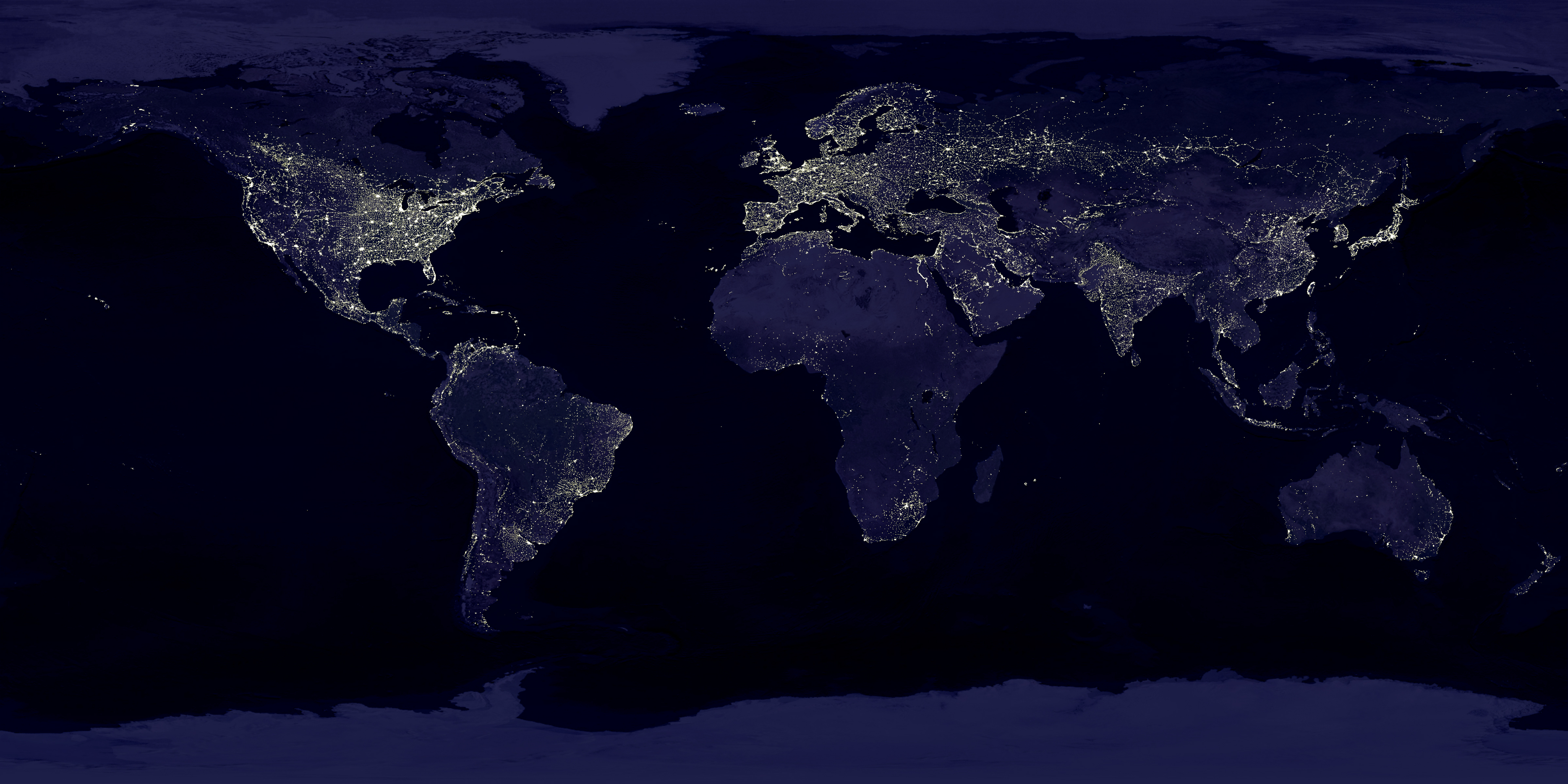
Изображение планеты Земли ночью со спутника (компиляция)

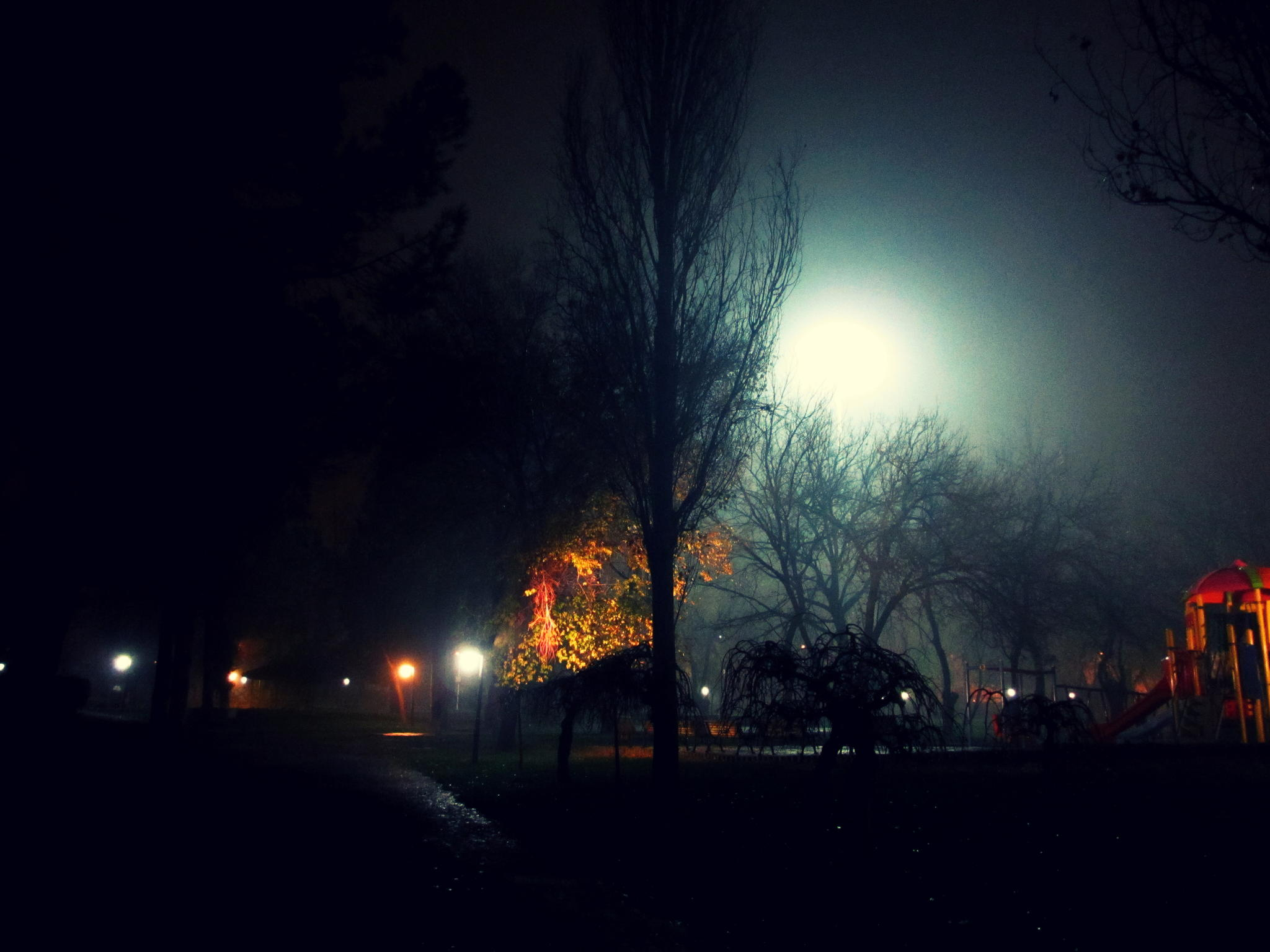
Парк ночью в Денизли

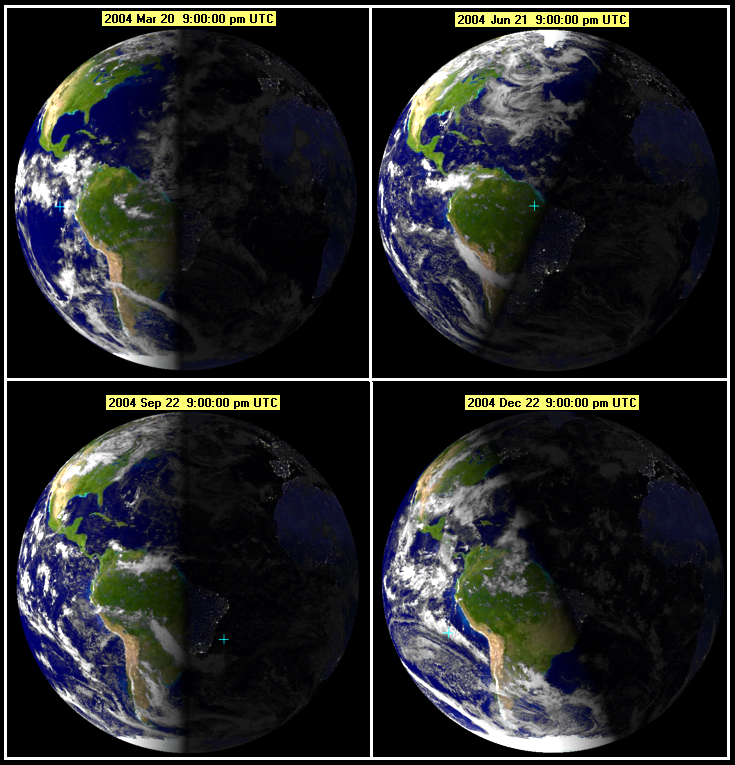
Освещённая дневная и затемнённая ночная стороны Земли во время равноденствий (слева вверху — весеннее, внизу — осеннее равноденствия) и солнцестояний (справа вверху — летнее, внизу — зимнее солнцестояния)

Ночь — промежуток времени от захода Солнца вечером до его восхода утром. Продолжительность ночи зависит от географической широты места наблюдения и склонения Солнца. Иногда из понятия ночи исключаются интервалы вечерних и утренних гражданских или астрономических сумерек.

## Продолжительность
Из определения ночи как промежутка времени от заката до восхода следует, что за начало и конец ночи принимаются моменты, когда верхний край солнечного диска находится чуть ниже горизонта. Тогда продолжительность ночи определяется как разница периода солнечных суток (24 часа) и долготы дня. Иногда из понятия ночи исключаются интервалы вечерних и утренних гражданских сумерек — если вечерние гражданские сумерки сразу же переходят в утренние, то такое явление называют белыми ночами.
Если из понятия ночи исключены интервалы вечерних и утренних астрономических сумерек, то промежуток времени между концом вечерних и началом утренних сумерек, когда угол нахождения Солнца под горизонтом ниже 18 градусов, называют астрономической ночью, или глубокой ночью.
На широте выше полярного круга в определённое время года ночь может длиться более суток — это так называемая полярная ночь, продолжительность которой на географических полюсах достигает почти полугода.
Поскольку ось вращения Земли не перпендикулярна плоскости её орбиты, продолжительность ночи изменяется в течение года.

## Временные рамки в обиходе
В России слово «ночь» применялось для уточнения времени суток в 12-часовом формате, но нет сведений о законодательно установленных границах этого интервала. Так, в расписаниях движения пассажирских поездов 1921 года указаны часы отхода из Москвы (формат указания времени сохранён): «12—10 н.» и «1—00 н.», но «11—40 в.», «6—45 у.», то есть 12:10 и 1:00 ночи, но 11:40 вечера, 6:45 утра.
В постановлении Временного правительства и в декретах советской власти периода 1917—1921 годов встречается словосочетание «11 часов ночи». Вместе с тем в постановлении СНК СССР 1920-х годов встречается словосочетание «в 3 часа утра», относящееся к 1 мая 1924 года.

## Счёт времени ночами
Гай Юлий Цезарь в шестой книге «Записок о Галльской войне» пишет, что галлы, по их представлениям, происходили от бога Дита (то же, что Плутон), поэтому они вели счёт времени не днями, а ночами:127. Академик М. М. Покровский в примечании к этим строкам Цезаря называет заключённое в них объяснение «искусственным и наивным» и утверждает, что счёт времени ночами вело древнее население Европы:484.